# وليام إيث
وليام إيث (بالإنجليزية: William Eythe)‏ هو ممثل أمريكي بدأ مسيرته الفنية سنة 1943.

## الأعمال
- حادث قوس الثور
- أنشودة بيرناديت
- ويلسون
- المنزل الكائن بشارع 92
- غارة العقيد إفنغهام

## روابط خارجية
- وليام إيث على موقع IMDb (الإنجليزية)
- وليام إيث على موقع ألو سيني (الفرنسية)
- وليام إيث على موقع أول موفي (الإنجليزية)
- وليام إيث على موقع قاعدة بيانات برودواي على الإنترنت (الإنجليزية)
- وليام إيث على موقع قاعدة بيانات الأفلام السويدية (السويدية)
- وليام إيث على موقع إن إن دي بي (الإنجليزية)
- وليام إيث على موقع ديسكوغز (الإنجليزية)
- وليام إيث على موقع قاعدة بيانات الفيلم (الإنجليزية)
- وليام إيث على موقع كينوبويسك (الروسية)